# Pachymorpha darnis
Pachymorpha darnis är en insektsart som först beskrevs av John Obadiah Westwood 1859.  Pachymorpha darnis ingår i släktet Pachymorpha och familjen Diapheromeridae. Inga underarter finns listade i Catalogue of Life.